# Liste der Biografien/Mori
Liste der Biografien |
Portal Biografien |
Personensuche
# |
A |
B |
C |
D |
E |
F |
G |
H |
I |
J |
K |
L |
M |
N |
O |
P |
Q |
R |
S |
T |
U |
V |
W |
X |
Y |
Z |
?
 
Ma |
Mb |
Mc |
Md |
Me |
Mf |
Mg |
Mh |
Mi |
Mj |
Mk |
Ml |
Mm |
Mn |
Mo |
Mp |
Mq |
Mr |
Ms |
Mt |
Mu |
Mv |
Mw |
Mx |
My |
Mz
 
Moa |
Mob |
Moc |
Mod |
Moe |
Mof |
Mog |
Moh |
Moi |
Moj |
Mok |
Mol |
Mom |
Mon |
Moo |
Mop |
Moq |
Mor |
Mos |
Mot |
Mou |
Mov |
Mow |
Mox |
Moy |
Moz
 
Mora |
Morb |
Morc |
Mord |
More |
Morf |
Morg |
Morh |
Mori |
Mork |
Morl |
Morm |
Morn |
Moro |
Morp |
Morr |
Mors |
Mort |
Moru |
Morv |
Morw |
Mory |
Morz
Die Liste der Biografien führt alle Personen auf, die in der deutschsprachigen Wikipedia einen Artikel haben. Dieses ist eine Teilliste mit 550 Einträgen von Personen, deren Namen mit den Buchstaben „Mori“ beginnt.

## Mori
- Mori Nunes, Alessandro (* 1979), brasilianischer Fußballspieler
- Mori Sosen (1747–1821), japanischer Maler
- Mori, Adrijana (* 2000), slowenische Fußballspielerin
- Mori, Ai (* 2003), japanische Sportkletterin
- Mori, Akio (* 1972), japanischer Karatekämpfer
- Mori, Akira (* 1936), japanischer Unternehmer
- Mori, Arimasa (1911–1976), japanischer Philosoph
- Mori, Arinori (1847–1889), japanischer Politiker
- Mori, Atsuhiko (* 1972), japanischer Fußballspieler
- Mori, Bárbara (* 1978), uruguayisch-mexikanische Schauspielerin und Model
- Mori, Camilo (1896–1973), chilenischer Maler
- Mori, Cesare (1871–1942), italienischer Präfekt und Senator
- Mori, Chikako (* 1992), japanische Hindernisläuferin
- Mori, Claudia (* 1944), italienische Sängerin und SchauspielerinClaudia Mori (* 1944)

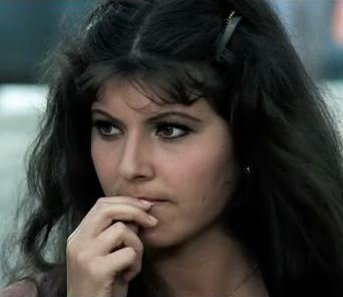
Claudia Mori (* 1944)

- Mori, Damian (* 1970), australischer Fußballspieler
- Mori, Eijirō (* 1986), japanischer Fußballspieler
- Mori, Eisuke (* 1948), japanischer Politiker
- Mori, Erika (* 1988), japanische Schauspielerin und Model
- Mori, Eto (* 1968), japanische Schriftstellerin
- Mori, Fabrizio (* 1969), italienischer Hürdenläufer
- Mori, Getsujō (1887–1961), japanischer Maler der Nihonga-Richtung
- Mori, Giuseppe (1850–1934), italienischer Geistlicher, Kardinal der Römischen Kirche
- Mori, Gustav (1872–1950), deutscher Drucker, Schriftgusstechniker und Druckforscher
- Mori, Hajime (* 1926), japanischer Physiker
- Mori, Hanae (1926–2022), japanische Modedesignerin
- Mori, Hideaki (* 1972), japanischer Fußballspieler
- Mori, Hiroshi (* 1958), japanischer Astronom
- Mori, Hisako (* 1964), japanische Badmintonspielerin
- Mori, Ikue (* 1953), japanische Musikerin und Graphikdesignerin
- Mori, Ikue (* 1957), japanische Wissenschaftlerin
- Mōri, Ishiko (1899–1972), japanisch-US-amerikanische Ärztin und Korrespondentin
- Mori, Jeanne, Schauspielerin
- Mori, Jun’ichi (* 1971), japanischer Fußballspieler
- Mori, Kaito (* 2000), japanischer Fußballspieler
- Mori, Kaku (1883–1932), japanischer Geschäftsmann, dann Politiker
- Mori, Kansai (1814–1894), japanischer Maler
- Mori, Kaori (* 1979), japanische Badmintonspielerin
- Mori, Kaoru (* 1978), japanische Manga-Zeichnerin
- Mori, Kazuhiro (* 1981), japanischer Fußballspieler
- Mori, Kazuhiro (* 1982), japanischer Radrennfahrer
- Mori, Kazutoshi (* 1958), japanischer Biologe
- Mori, Keisuke (* 1980), japanischer Fußballspieler
- Mori, Ken’ichi (* 1984), japanischer Fußballspieler
- Mori, Kenji (* 1942), japanischer Jazzmusiker und Musikproduzent
- Mori, Kodai (* 1999), japanischer Fußballspieler
- Mori, Kōichi, japanischer Badmintonspieler
- Mori, Kōta (* 1997), japanischer Fußballspieler
- Mori, Kōtarō (1889–1964), japanischer Politiker
- Mori, Lucija (* 1988), slowenische Fußballtorhüterin
- Mōri, Mamoru (* 1948), japanischer Astronaut
- Mori, Manny (* 1948), mikronesischer Politiker, Präsident der Föderierten Staaten von Mikronesien
- Mori, Manuele (* 1980), italienischer Radrennfahrer
- Mori, Mari (1903–1987), japanische Schriftstellerin
- Mori, Mariko (* 1967), japanische Designerin, Fotografin und Künstlerin
- Mori, Marisa (1900–1985), italienische Malerin
- Mori, Mark, US-amerikanischer Dokumentarfilmer
- Mori, Masaaki (* 1961), japanischer Fußballspieler
- Mori, Masako (* 1958), japanische Sängerin und Schauspielerin
- Mori, Masako (* 1964), japanische Politikerin
- Mori, Masayuki (1911–1973), japanischer Schauspieler
- Mori, Masayuki (* 1953), japanischer Filmproduzent
- Mori, Massimiliano (* 1974), italienischer Radrennfahrer
- Mori, Michael Angelus (1677–1737), Stadtphysicus von Siena (Italien), Mitglied der Gelehrtenakademie Leopoldina
- Mori, Minoru (1934–2012), japanischer Bauunternehmer
- Mori, Mitsuko (1920–2012), japanische Schauspielerin und Sängerin
- Mōri, Motonari (1497–1571), Daimyō der Mōri
- Mōri, Mototoshi (1849–1908), japanischer Daimyō und Chef des Hauses
- Mori, Nagiya (* 1999), japanischer Mittel- und Langstreckenläufer
- Mori, Naoki (* 1972), japanischer Fußballspieler
- Mori, Naoki (* 1977), japanischer Fußballspieler
- Mori, Naoko (* 1975), japanische Schauspielerin
- Mori, Nobuteru (1884–1941), japanischer Unternehmer
- Mori, Ōgai (1862–1922), japanischer Arzt und LiteratMori Ōgai (1862–1922)

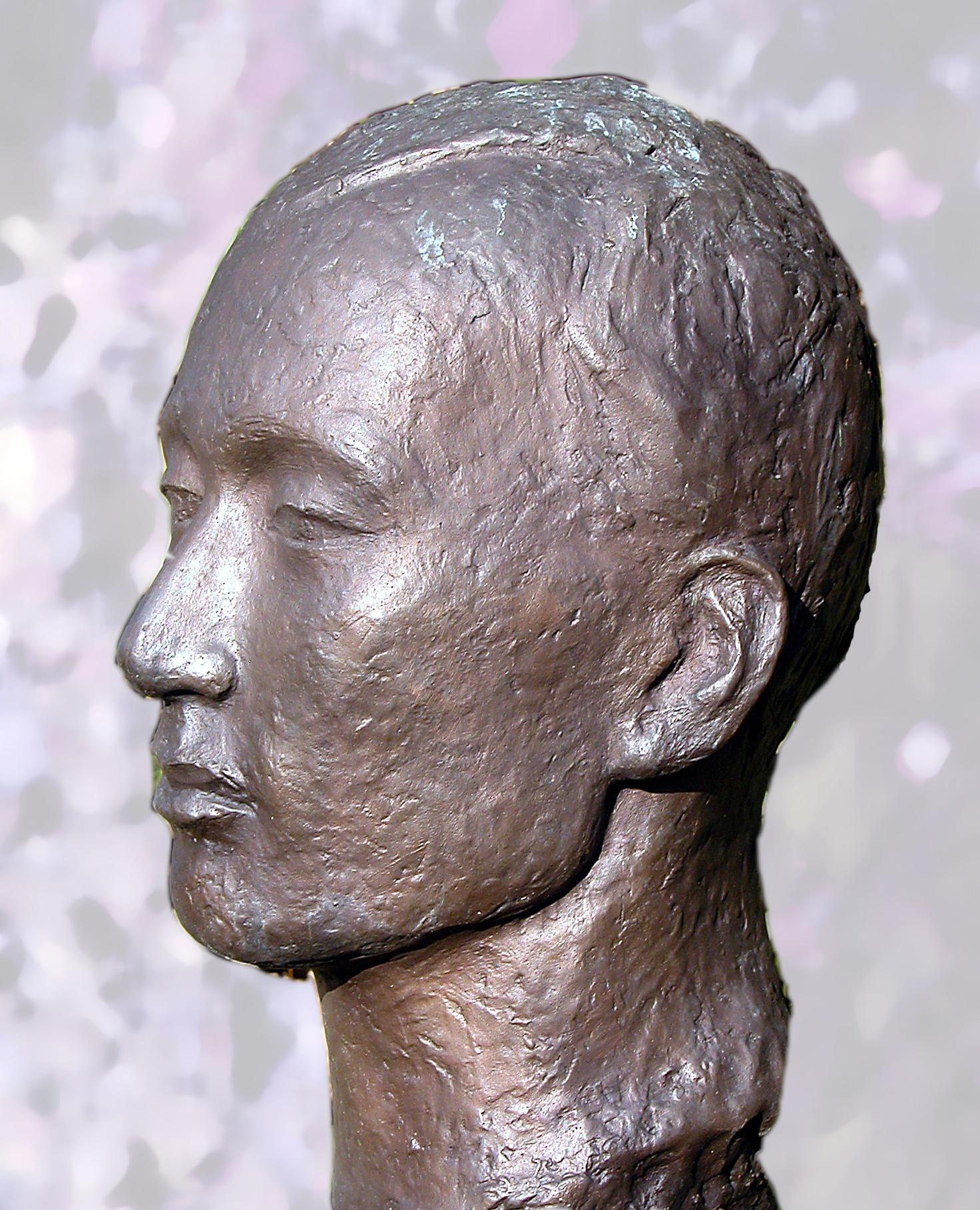
Mori Ōgai (1862–1922)

- Mori, Paola (1928–1986), italienische Schauspielerin und Aristokratin
- Mori, Paolo (* 1977), italienischer Spieleautor
- Mori, Paul Kazuhiro (1938–2023), japanischer römisch-katholischer Geistlicher, Weihbischof in Tokio
- Mori, Rammaru (1565–1582), japanischer Adeliger
- Mori, Riita (* 2001), japanischer Fußballspieler
- Mori, Riyo (* 1986), japanische SchönheitsköniginRiyo Mori (* 1986)

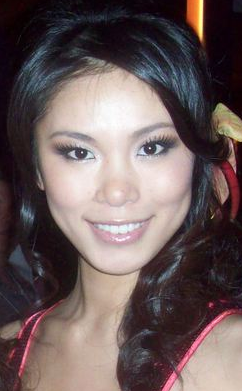
Riyo Mori (* 1986)

- Mori, Satoshi (* 1971), japanischer nordischer Kombinierer
- Mori, Satsuki (* 2001), japanischer Fußballspieler
- Mori, Shigefumi (* 1951), japanischer Mathematiker
- Mōri, Shigeyoshi, japanischer Mathematiker
- Mori, Shinji (* 1953), japanischer Jazzmusiker
- Mori, Shumei (1892–1951), japanischer Maler der Nihonga-Richtung
- Mori, Shunsuke (* 1994), japanischer Fußballspieler
- Mōri, Shun’ya (* 1995), japanischer Fußballspieler
- Mori, Soichiro (* 2007), japanischer Fußballspieler
- Mori, Sumio (1919–2010), japanischer Haiku-Dichter
- Mori, Taijirō (* 1991), japanischer Fußballspieler
- Mori, Takaji (1943–2011), japanischer Fußballspieler
- Mori, Takeshi (1894–1945), japanischer Generalleutnant im Zweiten WeltkriegMori Takeshi (1894–1945)

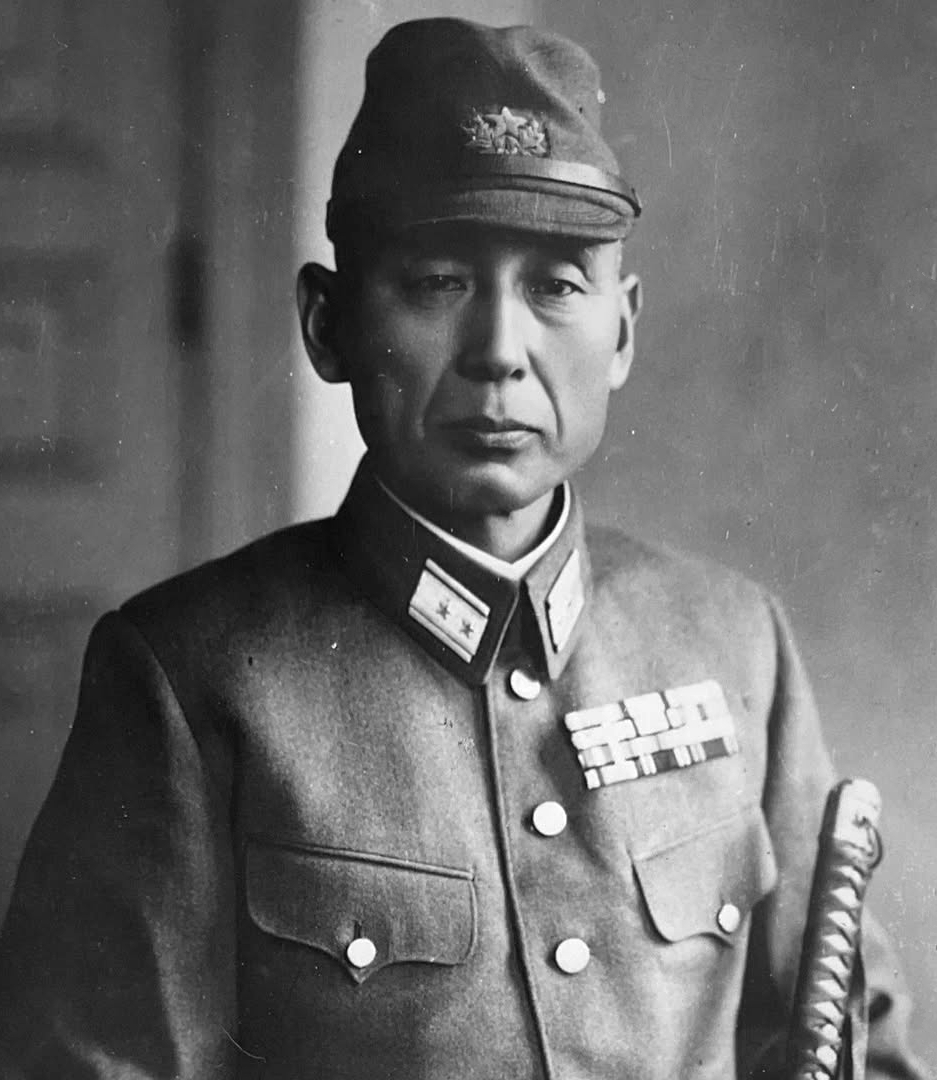
Mori Takeshi (1894–1945)

- Mōri, Terumoto (1553–1625), japanischer Daimyō
- Mori, Toshiki (* 1997), japanischer Fußballspieler
- Mori, Warren Bicknell (* 1959), US-amerikanischer Physiker
- Mori, Wataru (1926–2012), japanischer Pathologe
- Mori, Yōichi (* 1980), japanischer Fußballspieler
- Mori, Yōko (1940–1993), japanische Schriftstellerin
- Mori, Yoshio (1908–1997), japanischer Maler
- Mori, Yoshirō (* 1937), japanischer Politiker und Premierminister
- Mori, Yoshitoshi (1898–1992), japanischer Maler
- Mori, Yōsuke (* 1985), japanischer Fußballspieler
- Mori, Yuika (* 1988), japanische Langstreckenläuferin
- Mori, Yuma (* 2001), japanischer Fußballspieler
- Mori, Yuri (* 2000), japanischer Fußballspieler
- Mori, Yūsuke (* 1980), japanischer Fußballspieler
- Mori, Yūto (* 1995), japanischer Fußballspieler
- Mori-Newton, Koho (* 1951), japanischer Künstler in den Bereichen Malerei, Assemblage und Performance

### Moria
- Moriah-Welsh, Nathan (* 2002), guyanischer Fußballspieler
- Morial, Marc (* 1958), US-amerikanischer Politiker und Bürgerrechtler
- Morian, Daniel (1811–1887), deutscher Montan-Unternehmer
- Moriarity, Jay (1978–2001), US-amerikanischer Surfer
- Moriarty, Brian (* 1956), US-amerikanischer Spieleentwickler
- Moriarty, Cathy (* 1960), US-amerikanische Schauspielerin
- Moriarty, David H. (1911–1989), US-amerikanischer Tontechniker
- Moriarty, Erin (* 1994), US-amerikanische SchauspielerinErin Moriarty (* 1994)

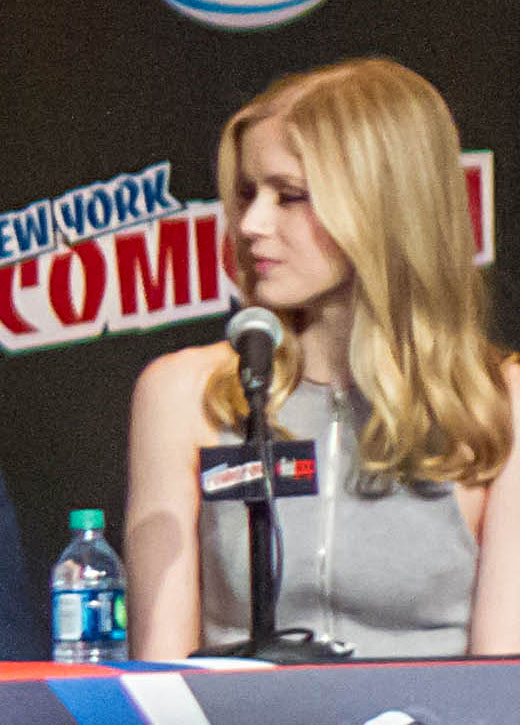
Erin Moriarty (* 1994)

- Moriarty, Evelyn (1926–2008), US-amerikanische Schauspielerin, Double von Marilyn Monroe
- Moriarty, Jaclyn (* 1968), australische Schriftstellerin
- Moriarty, James (1936–2022), irischer Geistlicher, römisch-katholischer Bischof von Kildare und Leighlin
- Moriarty, John (1930–2022), US-amerikanischer Dirigent und Opernregisseur
- Moriarty, Laura J. (* 1961), US-amerikanische Kriminologin
- Moriarty, Michael (* 1941), US-amerikanischer Film- und Theaterschauspieler, sowie Drehbuchautor und Schriftsteller
- Moriarty, Philip (* 1968), britischer Physiker
- Moriaud, Pierre (1845–1914), Schweizer Jurist und Politiker
- Moriaud, Victor (* 1900), Schweizer Sprinter und Hürdenläufer

### Moric
- Moricca, Oreste (1891–1984), italienischer Fechter und Olympiasieger
- Morice, Charles (1860–1919), französischer Schriftsteller, Literaturkritiker und Kunstkritiker
- Morice, Julien (* 1991), französischer Radsportler
- Morice, Léopold (1846–1919), französischer Bildhauer
- Morice, Tara (* 1964), australische Schauspielerin und SängerinTara Morice (* 1964)

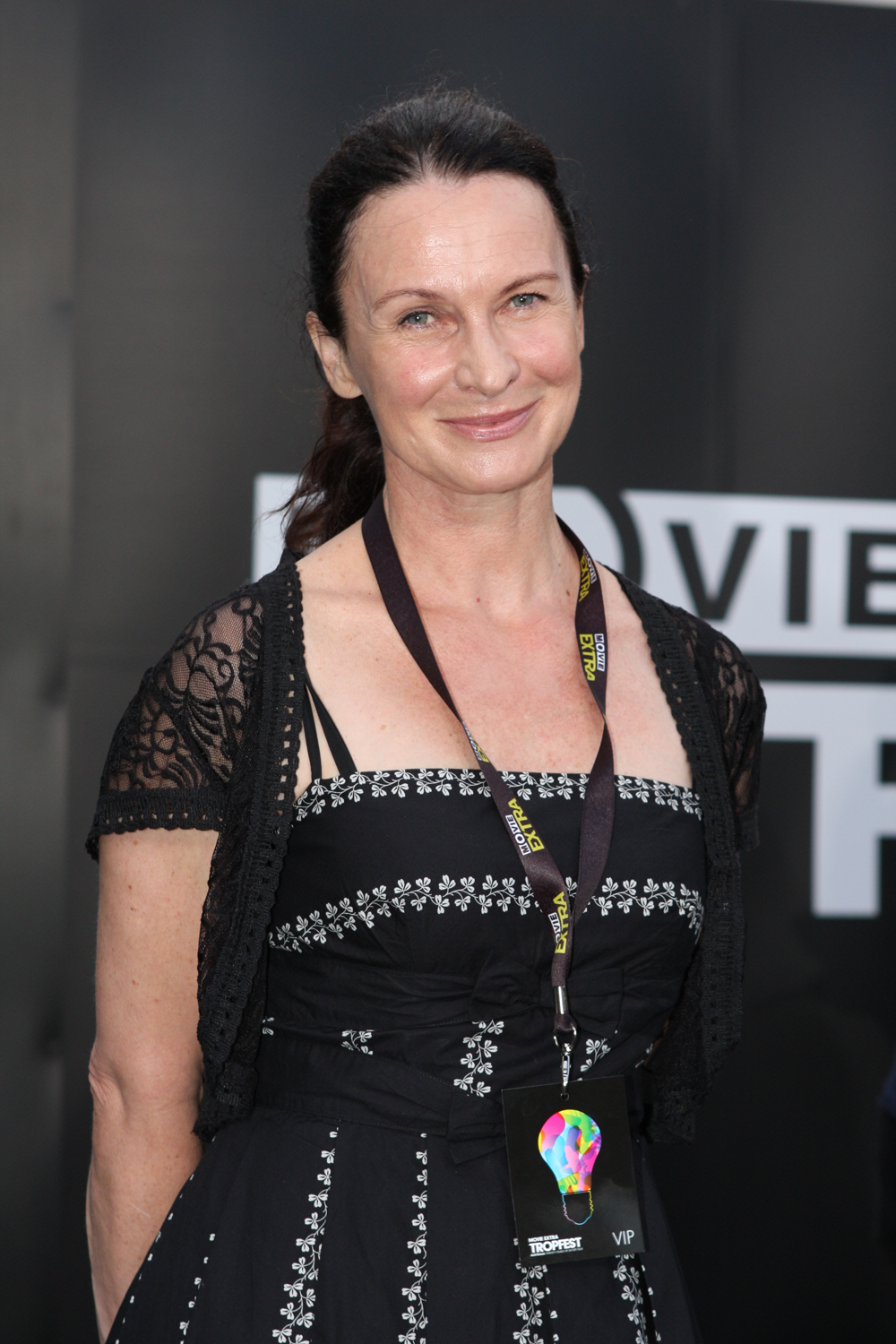
Tara Morice (* 1964)

- Moriceau, Jules (1887–1977), französischer Autorennfahrer
- Mórich, Ervin (1897–1982), ungarischer Ruderer
- Morich, Horst (1934–2019), deutscher Gewerkschafter
- Morichini, Carlo Luigi (1805–1879), italienischer Geistlicher und apostolischer Nuntius
- Morichini, Domenico (1773–1836), italienischer Chemiker, Arzt Hochschullehrer
- Morico, Lucia (* 1975), italienische Judoka
- Moriconi, Massimo (* 1955), italienischer Bassist (Jazz, Pop)
- Moriconi, Valeria (1931–2005), italienische Schauspielerin
- Móricz, Zsigmond (1879–1942), ungarischer Schriftsteller

### Morid
- Morid, Ahmad (* 1956), afghanischer Sänger

### Morie
- Moriel, Yvonne (* 1992), österreichische Jazzmusikerin (Saxophon, Komposition)
- Morientes, Fernando (* 1976), spanischer FußballspielerFernando Morientes (* 1976)

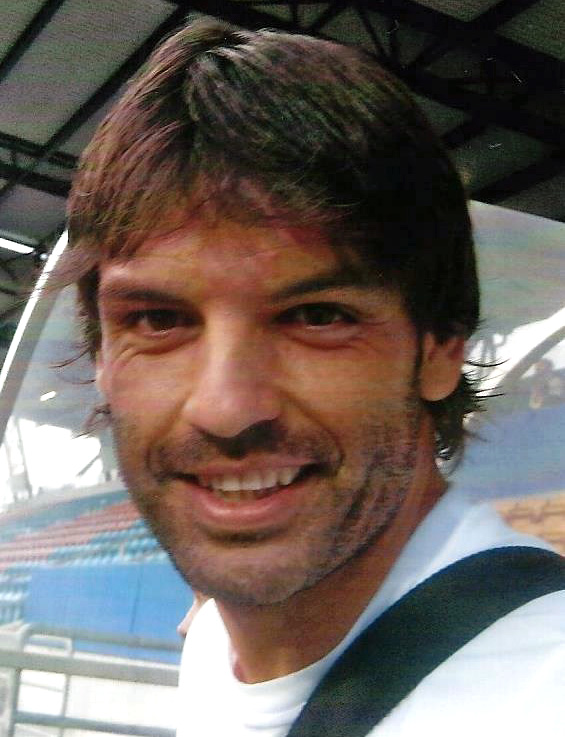
Fernando Morientes (* 1976)

- Morienus, christlicher Einsiedler und Alchemist
- Morier, David († 1770), Schweizer Maler
- Morier, Emilie (* 1997), französische Triathletin
- Morier, Henri (1910–2004), Schweizer Romanist
- Morier, James Justinian († 1849), britischer Diplomat, Reisender und Schriftsteller
- Morier-Genoud, Jacques (* 1934), Schweizer Politiker (SP)
- Morier-Genoud, Philippe (* 1944), französischer Schauspieler
- Moriero, Francesco (* 1969), italienischer Fußballspieler und -trainer

### Morig
- Mörig, Gernot (* 1954), deutscher Zahnarzt, Vertreter völkischer Ideologie
- Morigami, Akiko (* 1980), japanische Tennisspielerin
- Moriggi, Katharina (1437–1478), italienische katholische Eremitin und Selige
- Moriggl, Alois (1810–1866), österreichischer Lehrer und Geistlicher
- Moriggl, Andreas (* 1968), österreichischer Fußballtrainer
- Moriggl, Barbara (* 1982), italienische Skilangläuferin
- Moriggl, Josef (1879–1939), österreichischer Bergsteiger und Alpinschriftsteller
- Moriggl, Simon (1817–1874), österreichischer römisch-katholischer Geistlicher, Gymnasiallehrer und Publizist
- Moriggl, Thomas (* 1981), italienischer Skilangläufer
- Morigi, Renzo (1895–1962), italienischer Sportschütze
- Morigia, Giacomo Antonio (1633–1708), italienischer Theologe, Bischof und Kardinal

### Morih
- Morihei, Ueshiba (1883–1969), Begründer der Kampfkunst Aikidō

### Morii
- Morii, Chūryō (1929–2011), japanischer Politiker

### Morik
- Morik, Benjamin (* 1968), deutscher Schauspieler
- Morik, Katharina (* 1954), deutsche Informatikerin und Hochschullehrerin
- Morikawa, Collin (* 1997), US-amerikanischer GolfsportlerCollin Morikawa (* 1997)

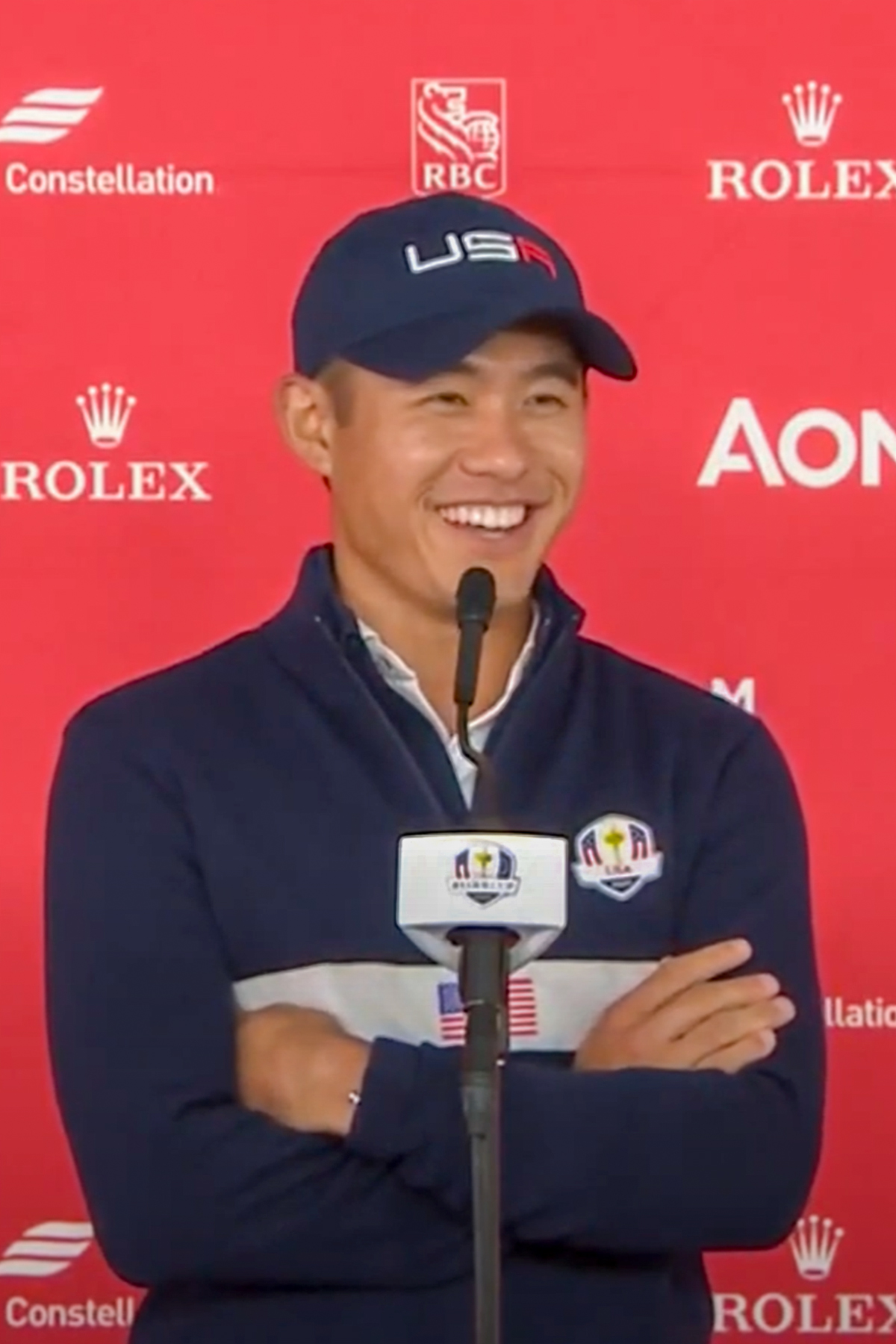
Collin Morikawa (* 1997)

- Morikawa, Kyoriku (1656–1715), japanischer Haiku-Dichter
- Morikawa, Ryūsei (* 1988), japanischer Fußballspieler
- Morikawa, Taishin (* 1994), japanischer Fußballspieler
- Morikawa, Takemitsu (* 1969), japanischer Soziologe
- Morikawa, Takumi (* 1977), japanischer Fußballspieler
- Morikawa, Tōru (* 1966), japanischer Fußballspieler
- Morikawa, Toshiyuki (* 1967), japanischer Synchronsprecher (Seiyū) und Sänger
- Morikawa, Yūki (* 1993), japanischer Fußballspieler
- Mörike, Charlotte (1771–1841), Mutter Eduard Mörikes
- Mörike, Eduard (1804–1875), deutscher Lyriker der Schwäbischen Schule, Erzähler und ÜbersetzerEduard Mörike (1804–1875)

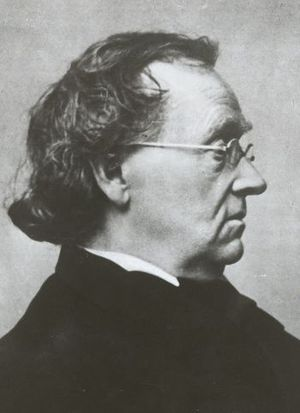
Eduard Mörike (1804–1875)

- Mörike, Eduard (1877–1929), deutscher Pianist, Komponist, Kapellmeister
- Mörike, Eugen (1854–1936), deutscher Bauingenieur, MdL (Württemberg)
- Mörike, Otto (1897–1978), lutherischer Pfarrer und Widerstandskämpfer im Dritten Reich
- Mörike, Wolfgang (* 1965), deutscher Jazzmusiker (Kontrabass)
- Mörikofer, Johann Kaspar (1799–1877), Schweizer evangelisch-reformierter Geistlicher und Gelehrter
- Mörikofer, Stéphanie (* 1943), Schweizer Biochemikerin und Politikerin
- Mörikofer, Walter (1892–1976), Schweizer Physiker
- Morikuni (* 1301), japanischer Shogun

### Moril
- Morild, Carsten (1936–2023), dänischer Badmintonspieler
- Morilla, Eduardo († 1961), spanischer Fußballspieler
- Morillas, Alberto (* 1950), spanischer Parfümeur
- Morille, Elio (1927–1998), italienischer Ruderer
- Morilleau, Xavier (1907–1996), französischer römisch-katholischer Geistlicher und Bischof von La Rochelle
- Morillo, Erick (* 1971), US-amerikanischer Musikproduzent und DJErick Morillo (* 1971)

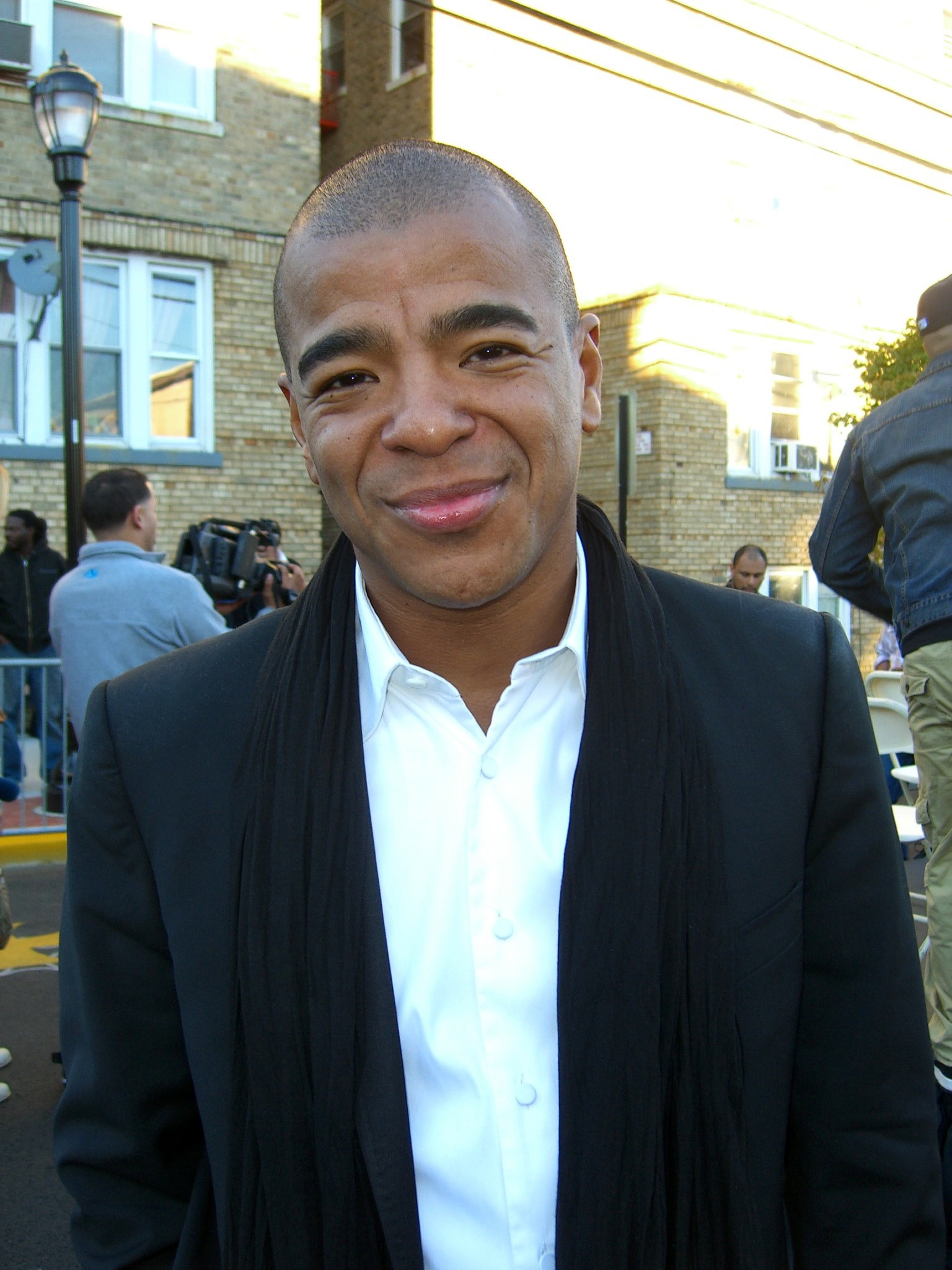
Erick Morillo (* 1971)

- Morillo, Pablo (1775–1837), spanischer General
- Morillon, Charles (* 1985), französischer Schauspieler
- Morillon, Philippe (* 1935), französischer Politiker, MdEP und General
- Morilow, Nikolai Sergejewitsch (* 1986), russischer Skilangläufer

### Morim
- Morimont, Marcel (* 1892), belgischer Ruderer
- Morimoto, Daiki (* 1995), japanischer Fußballspieler
- Morimoto, Himan (* 1997), japanischer Fußballspieler
- Morimoto, Junzaburō, japanischer Ukiyo-e-Verleger
- Morimoto, Kaoru (1912–1946), japanischer Dramatiker und Übersetzer
- Morimoto, Mamoru (1939–2021), japanischer Leichtathlet
- Morimoto, Mariko (* 1995), japanische Leichtathletin
- Morimoto, Rokuji (1902–1936), japanischer Archäologe
- Morimoto, Satoshi (* 1941), japanischer Politiker
- Morimoto, Seigo (1900–1954), japanischer Mathematiker
- Morimoto, Takayuki (* 1988), japanischer Fußballspieler
- Morimoto, Tomo (* 1983), japanische Marathonläuferin
- Morimoto, Tsukasa (* 1988), japanischer Fußballspieler
- Morimoto, Tsuru (* 1970), japanische Fußballspielerin
- Morimoto, Yūko, japanische Fußballspielerin
- Morimura, Kōta (* 1988), japanischer Fußballspieler
- Morimura, Seiichi (1933–2023), japanischer Autor von Kriminalromanen
- Morimura, Yasumasa (* 1951), japanischer Künstler

### Morin
- Morin de la Girardière, Julien-François (1735–1794), französischer Priester, Seliger der römisch-katholischen Kirche
- Morín, Alberto (* 1980), mexikanischer Fußballschiedsrichterassistent
- Morin, Andréanne (* 1981), kanadische Ruderin
- Morin, Anthony (* 1974), französischer Radrennfahrer
- Morin, Arthur (1795–1880), französischer Physiker
- Morin, Augustin-Norbert (1803–1865), kanadischer Anwalt, Richter und Politiker
- Morin, Bernard (1931–2018), französischer Mathematiker
- Morin, Bernarda (1832–1929), Ordensschwester und Gründerin der Congregación de las Hermanas de la Providencia en Chile
- Morin, Claudia (* 1939), französische Schauspielerin
- Morin, Conny (* 1958), deutsche Sängerin, Texterin und Moderatorin
- Morin, Cyril (* 1962), französischer Filmkomponist
- Morin, Denis (* 1956), französischer Autorennfahrer
- Morin, Edgar (* 1921), französischer Philosoph, Soziologe und RésistancekämpferEdgar Morin (* 1921)

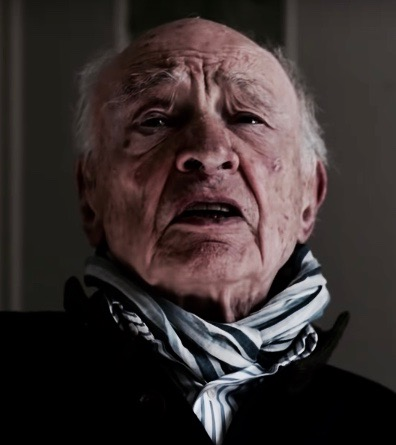
Edgar Morin (* 1921)

- Morin, Enrico (1841–1910), italienischer Admiral und Politiker
- Morin, Friedrich, Schriftsteller
- Morin, George (1831–1918), deutscher Publizist, Journalist und Dichter
- Morin, Georges (1874–1950), deutscher Maler, Bildhauer und Medailleur
- Morin, Germain (1861–1946), belgischer römisch-katholischer Theologe, Patrologe und Benediktiner
- Morin, Guy (* 1956), Schweizer Politiker (GPS)
- Morin, Hervé (* 1961), französischer Politiker (UDF, NC), Mitglied der Nationalversammlung
- Morin, Jean († 1650), französischer Maler und Radierer
- Morin, Jean-Baptiste (1583–1656), französischer Astrologe, Mathematiker und Astronom
- Morin, Jean-Baptiste (1677–1745), französischer Komponist
- Morin, Jean-Philippe (* 1980), kanadischer Eishockeyspieler
- Morin, Jeremy (* 1991), US-amerikanischer Eishockeyspieler
- Morin, John M. (1868–1942), US-amerikanischer Politiker
- Morin, Laurent (1908–1996), kanadischer Geistlicher, römisch-katholischer Bischof von Prince-Albert
- Morin, Lee (* 1952), US-amerikanischer Astronaut
- Morin, Léo-Pol (1892–1941), kanadischer Pianist, Musikkritiker und Komponist
- Morin, Ludovic (1877–1934), französischer Radrennfahrer
- Morin, Martin J. (1906–1993), US-amerikanischer Offizier, Generalmajor der US-Army
- Morin, Philip (* 1996), schwedischer Automobilrennfahrer
- Morin, Pierre (* 1936), kanadischer Cellist, Dirigent und Musikpädagoge
- Morin, Roger Paul (1941–2019), US-amerikanischer Geistlicher, emeritierter römisch-katholischer Bischof von Biloxi
- Morin, Samuel (* 1995), kanadischer Eishockeyspieler
- Morin, Sidney (* 1995), US-amerikanische Eishockeyspielerin
- Morin, Stéphane (1969–1998), kanadischer Eishockeyspieler
- Morin, Travis (* 1984), US-amerikanischer Eishockeyspieler und -trainer
- Morin, Ugo (1901–1968), italienischer Mathematiker
- Morin-Chartier, Elisabeth (* 1947), französische Politikerin (UMP), MdEP
- Morin-Jean (1877–1940), französischer Archäologe, Graphiker und Illustrator
- Morin-Labrecque, Albertine (1886–1957), kanadische Komponistin, Pianistin und Musikpädagogin
- Morina, Albijon (* 2006), deutscher Kickboxer
- Morina, Christina (* 1976), deutsche Historikerin und HochschullehrerinChristina Morina (* 1976)

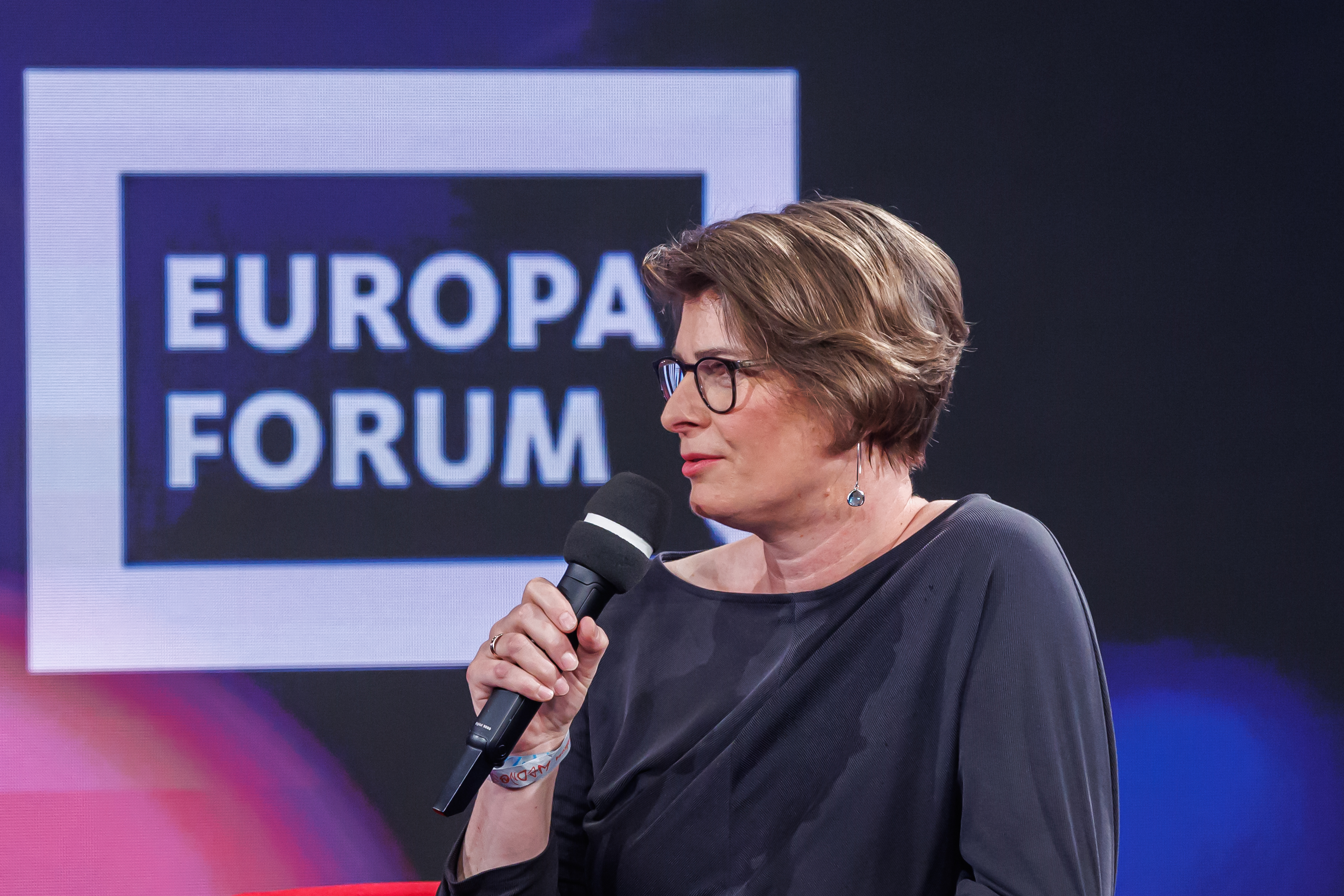
Christina Morina (* 1976)

- Morina, Dardan (* 1990), kosovarisch-deutscher Kickboxer
- Morina, Fitim (* 1991), isländischer Fußballspieler
- Morina, Geldona (* 1993), kosovo-albanisch-deutsche Fußballspielerin
- Morina, Ismail (* 1990), kosovarischer Fußballspieler
- Morina, Visar (* 1979), kosovarischer Filmregisseur und Drehbuchautor
- Morinaga, Ai (1981–2019), japanische Mangaka
- Morinaga, Milk, japanische Mangaka
- Morinas, Igoris (* 1975), litauischer Fußballspieler
- Morinck, Hans († 1616), deutscher Bildhauer
- Morineau, Henriette (1908–1990), brasilianisch-französische Schauspielerin
- Moring, Bill (* 1958), US-amerikanischer Jazz-Bassist und Musikpädagoge
- Möring, Carl (1818–1900), deutscher Politiker, MdHB, Senator und Kaufmann
- Möring, Georg (1628–1712), deutscher Kartäuserprior
- Moring, Ivo (* 1971), deutscher Popmusik-Komponist und Produzent
- Möring, Karsten (* 1949), deutscher Politiker (CDU), MdB
- Moring, Kerstin (* 1963), deutsche Skilangläuferin und Biathletin
- Möring, Marcel (* 1957), niederländischer Schriftsteller
- Möring, Michael (1677–1751), deutscher Kantor
- Möring, Rudolf Heinrich (1831–1907), deutscher Kaufmann und Politiker (NLP), MdR
- Moring, Werner (1927–1995), deutscher Skilangläufer
- Morini, Annamaria (1950–2016), italienische Flötistin
- Morini, Erika (1905–1995), österreichisch-US-amerikanische Violinistin
- Morini, Francesco (1944–2021), italienischer Fußballspieler
- Morini, Guido (* 1959), italienischer Komponist, Dirigent und Cembalist
- Morinia, Lamar (* 1981), US-amerikanischer Basketballspieler
- Morinière, Max (* 1964), französischer Leichtathlet und Olympiateilnehmer
- Morínigo, Gustavo (* 1977), paraguayischer Fußballspieler und -trainer
- Morínigo, Herminio, paraguayischer Diplomat
- Morínigo, Higinio (1897–1983), paraguayischer General und Politiker
- Morínigo, Lorenzo, paraguayischer Diplomat
- Morínigo, Marcos Augusto (1904–1987), argentinischer Romanist, Hispanist und Lexikograf
- Morínigo, Víctor, paraguayischer Diplomat
- Morinini, Roberto (1951–2012), Schweizer Fußballspieler und -trainer
- Morino, Jean, Verleger und Buchhändler in Berlin
- Morino, Masahiko (* 1978), japanischer Baseballspieler
- Morino, Megumi, japanische Comiczeichnerin
- Morino, Yonezō (1908–1995), japanischer Physikochemiker
- Morins, Richard de († 1242), englischer Geistlicher und Jurist

### Morio
- Morio, Joseph Antoine (1771–1811), französischer Graf und Kriegsminister des Königreich Westphalens
- Morio, Peter (1887–1960), deutscher Agronom
- Morio, Walter (1920–2008), deutscher Jurist und Politiker (CDU)
- Morioka, Eiji (1946–2004), japanischer Boxer
- Morioka, Hiroyuki (* 1962), japanischer Science-Fiction-Autor
- Morioka, Riku (* 1998), japanischer Fußballspieler
- Morioka, Ryōta (* 1991), japanischer Fußballspieler
- Morioka, Ryūzō (* 1975), japanischer Fußballspieler
- Morioka, Shigeru (* 1973), japanischer Fußballspieler
- Moriondo, Angelo (1851–1914), italienischer Erfinder, einer der Erfinder der Espressomaschine
- Moriondo, Chloe (* 2002), US-amerikanische Singer-Songwriterin und Youtuberin
- Moriondo, Natale Gabriele (1870–1946), italienischer römisch-katholischer Ordensgeistlicher

### Morir
- Moriri, Surprise (* 1980), südafrikanischer Fußballspieler

### Moris
- Moris, Anthony (* 1990), belgisch-luxemburgischer FußballspielerAnthony Moris (* 1990)

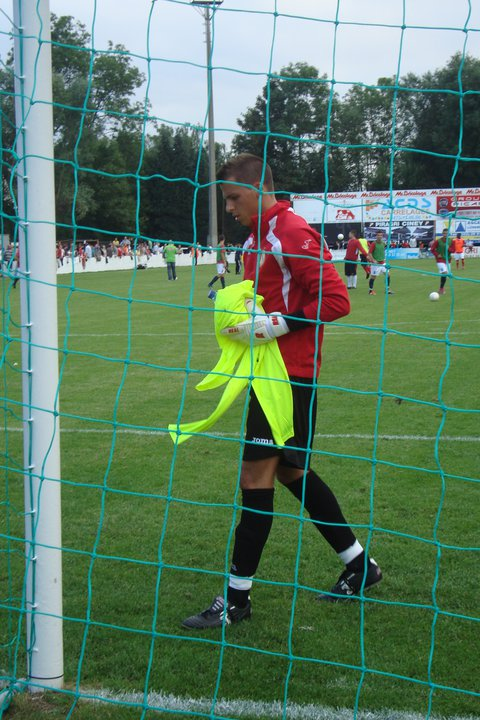
Anthony Moris (* 1990)

- Moris, José (* 1939), chilenischer Fußballspieler
- Moris, Lucia (* 2001), südsudanesische Leichtathletin
- Moris, Maurizio (1860–1944), italienischer Flugpionier, General und Senator
- Moris, Maximilian (1864–1946), deutscher Opernregisseur und Theaterleiter
- Morisaki, Kanako (* 1996), japanische Tennisspielerin
- Morisaki, Kazue (1927–2022), japanische Schriftstellerin
- Morisaki, Kazuyuki (* 1981), japanischer Fußballspieler
- Morisaki, Kōji (* 1981), japanischer Fußballspieler
- Morisaki, Win (* 1990), japanisch-myanmarischer Schauspieler und Sänger
- Morisaki, Yoshiyuki (* 1976), japanischer Fußballspieler
- Morisawa, Marie (1919–1994), US-amerikanische Geologin
- Morisawa, Sachiko (* 1944), japanische Tischtennisspielerin
- Morise, Max (1900–1973), französischer Schriftsteller und Künstler des Surrealismus
- Morisetti, Guglielmo (1882–1967), italienischer Radrennfahrer
- Morisetti, Neil, britischer Konteradmiral
- Morishige, Hisaya (1913–2009), japanischer Schauspieler
- Morishige, Masato (* 1987), japanischer Fußballspieler
- Morishige, Tatsuya (* 1971), japanischer Fußballspieler
- Morishige, Wataru (* 2000), japanischer Eisschnellläufer
- Morishige, Yosuke (* 2004), japanischer Fußballspieler
- Morishima, Hiroaki (* 1972), japanischer Fußballspieler
- Morishima, Michio (1923–2004), japanischer Ökonom
- Morishima, Tsukasa (* 1997), japanischer Fußballspieler
- Morishima, Yasuhito (* 1987), japanischer Fußballspieler
- Morishita, Hitoshi (1967–2025), japanischer Fußballspieler
- Morishita, Hitoshi (* 1972), japanischer Fußballspieler
- Morishita, Junpei (* 1990), japanischer Judoka
- Morishita, Keizō (1944–2003), japanischer Maler
- Morishita, Kōichi (* 1967), japanischer Langstreckenläufer
- Morishita, Makoto (* 1992), japanische Mangaka
- Morishita, Reiya (* 1998), japanischer Fußballspieler
- Morishita, Ryōya (* 1997), japanischer Fußballspieler
- Morishita, Shin’ichi (* 1960), japanischer Fußballspieler
- Morishita, Shun (* 1986), japanischer Fußballspieler
- Morishita, Sū, japanische Mangaka
- Morishita, Yōko (* 1948), japanische Ballerina
- Morison, Benjamin, britischer Philosoph und Philosophiehistoriker
- Morison, Catriona (* 1986), schottische Mezzosopranistin
- Morison, George S. (1842–1903), US-amerikanischer Jurist, Eisenbahnmanager und Bauingenieur
- Morison, Harriet (1862–1925), neuseeländische Schneiderin, Gewerkschafterin und Frauenrechtlerin
- Morison, Matthew (* 1987), kanadischer Snowboarder
- Morison, Patricia (1915–2018), US-amerikanische Schauspielerin
- Morison, Richard († 1556), englischer Humanist und Diplomat
- Morison, Robert (1620–1683), schottischer Botaniker und Arzt
- Morison, Samuel Eliot (1887–1976), US-amerikanischer Historiker
- Morison, Stanley (1889–1967), britischer Typograf und Schrifthistoriker
- Morison, Steve (* 1983), walisischer Fußballspieler und -trainer
- Morisot, Berthe (1841–1895), französische Malerin des ImpressionismusBerthe Morisot (1841–1895)

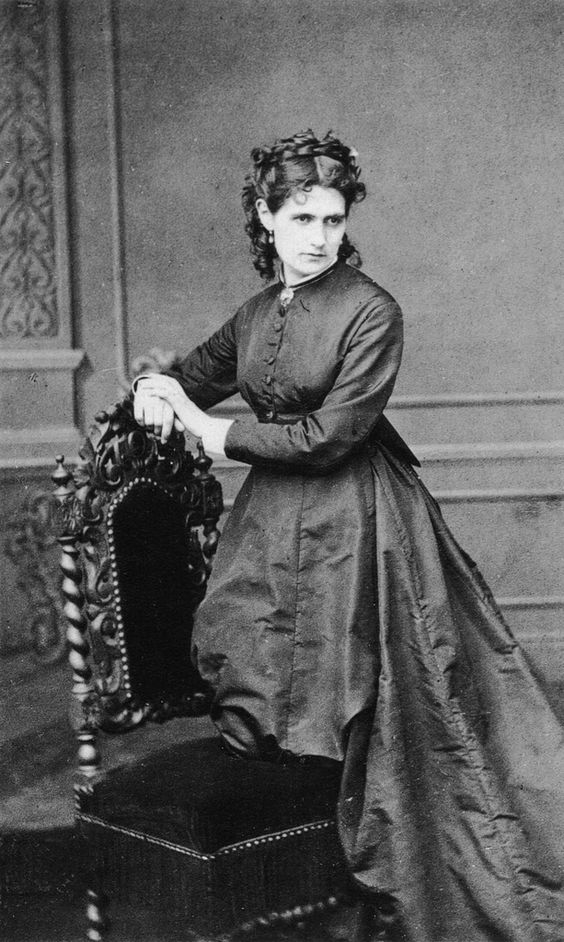
Berthe Morisot (1841–1895)

- Morisse, Anne-Marie (1877–1942), deutsche Pädagogin und Politikerin
- Morisse, Karl August (1942–2024), deutscher Politiker (FDP), Bürgermeister von Pulheim
- Morisse, Paulina (* 1993), deutsche Schauspielerin und Synchronsprecherin
- Moriße, Thorsten (* 1964), deutscher Politiker (AfD)
- Morisse, Wilhelm (1870–1936), deutscher Maler und Kirchenrestaurator
- Morisseau-Leroy, Félix (1912–1998), haïtianischer Schriftsteller und Dichter
- Morisset, Carl-Henri (* 1993), französischer Jazzmusiker (Piano, Komposition)
- Morisset, Pierre, französischer Textil-Designer
- Morisset, Renée (1928–2009), kanadische Pianistin und Musikpädagogin
- Morisset, Suzanne (* 1984), kanadische Fußballschiedsrichterassistentin
- Morisset-Balier, Marie-Andrée (* 1938), französische Organistin
- Morissette, Alanis (* 1974), kanadische Sängerin und MusikerinAlanis Morissette (* 1974)

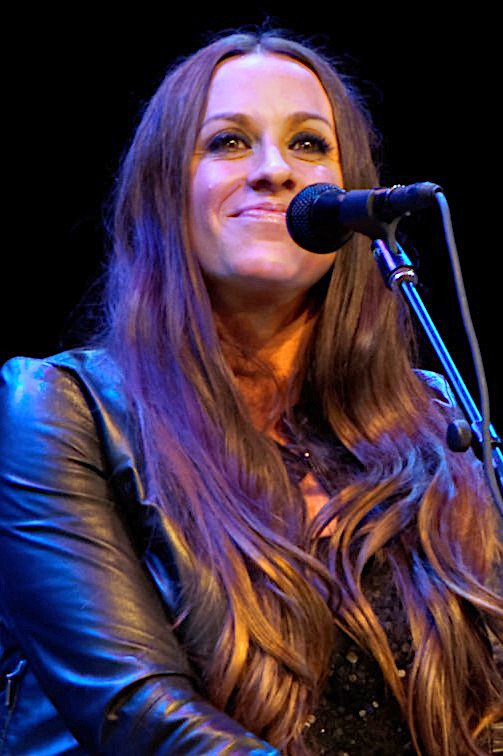
Alanis Morissette (* 1974)

- Morissette, Jake (* 1983), kanadischer Eishockeyspieler
- Morissette, Pierre (* 1944), kanadischer Geistlicher, Bischof von Saint-Jérôme
- Morisson, Jacques (1907–1964), französischer Eishockeyspieler
- Morisson, Rui (* 1948), portugiesischer Schauspieler und Sprecher
- Morisue, Shinji (* 1957), japanischer Turner

### Morit
- Morita, Ayumi (* 1990), japanische Tennisspielerin
- Morita, Dōji (1952–2018), japanische Musikerin
- Morita, Hidemasa (* 1995), japanischer Fußballspieler
- Morita, Hiroshi (* 1978), japanischer Fußballspieler
- Morita, Kazuaki (* 1965), japanischer Spieleentwickler
- Morita, Kensaku (* 1949), japanischer Schauspieler und Politiker
- Morita, Kiiti (1915–1995), japanischer Mathematiker
- Morita, Kōhei (* 1976), japanischer Fußballspieler
- Morita, Kōichirō (* 1984), japanischer Fußballspieler
- Morita, Kōki (* 2000), japanischer Fußballspieler
- Morita, Masakazu (* 1972), japanischer Synchronsprecher (Seiyū)
- Morita, Pat (1932–2005), US-amerikanischer SchauspielerPat Morita (1932–2005)

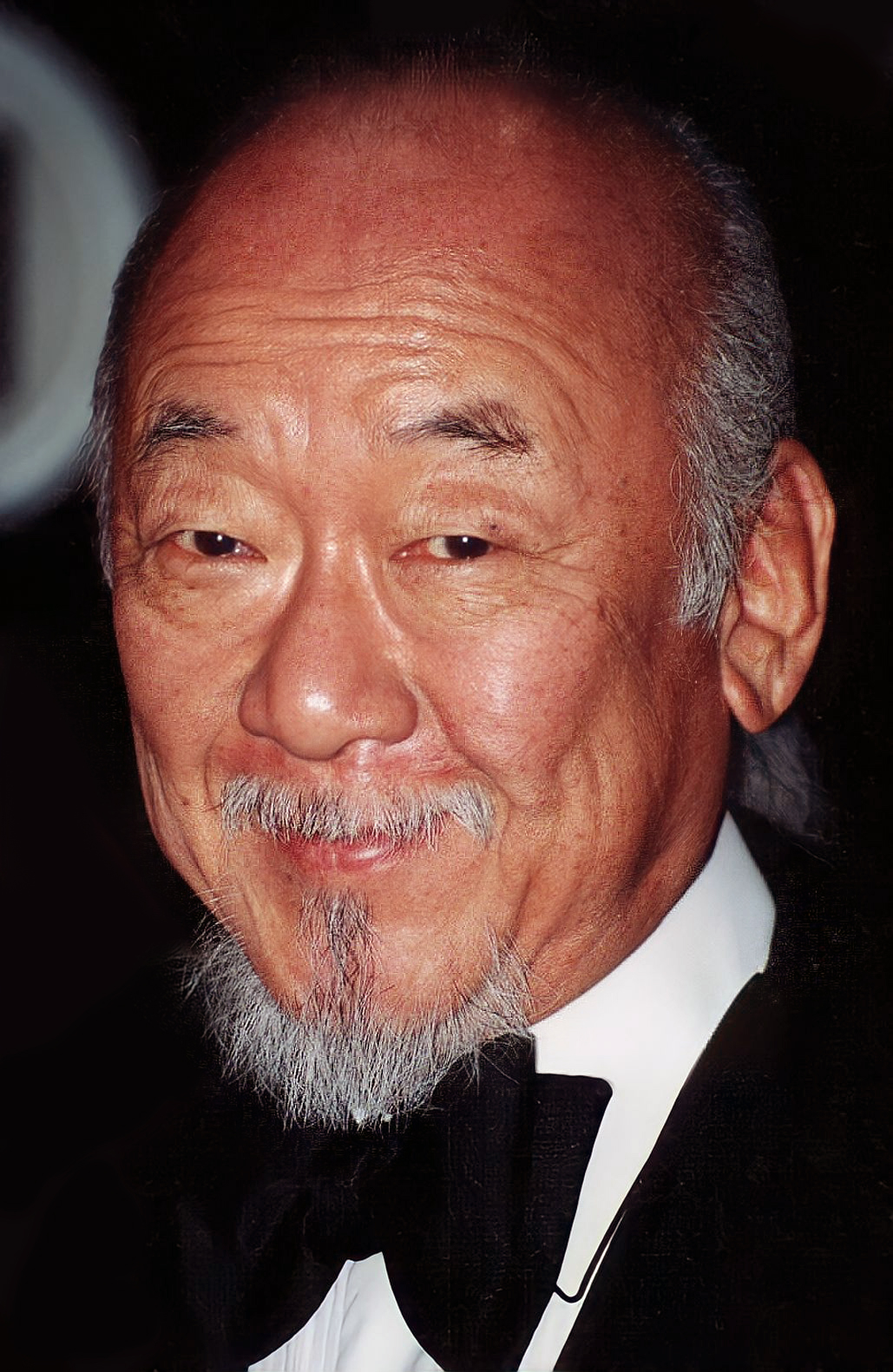
Pat Morita (1932–2005)

- Morita, Rin (* 2002), japanischer Fußballspieler
- Morita, Sai (1898–1993), japanischer Maler
- Morita, Shigeru (1872–1932), japanischer Politiker
- Morita, Shigeru (1907–2009), japanischer Maler
- Morita, Shingo (* 1978), japanischer Fußballspieler
- Morita, Shingo (* 2001), japanischer Fußballspieler
- Morita, Shinji (* 1987), japanischer Fußballspieler
- Morita, Shiryū (1912–1998), japanischer Kalligraf
- Morita, Shō (* 2003), japanischer Fußballspieler
- Morita, Shūhei (* 1978), japanischer Animator und Regisseur
- Morita, Sō (* 1992), japanischer Fußballspieler
- Morita, Sōhei (1881–1949), japanischer Schriftsteller und Übersetzer
- Morita, Tama (1894–1970), japanische Essayistin
- Morita, Tatsuya (* 1990), japanischer Fußballspieler
- Morita, Tsunetomo (1881–1933), japanischer Maler
- Moritani, Nanjinshi (1889–1981), japanischer Maler
- Morito, Tatsuo (1888–1984), japanischer Wissenschaftler
- Moritsch, Andreas (1936–2001), österreichischer Historiker
- Moritsch, Anton (1826–1903), österreichischer Politiker
- Moritsch, Hans (1924–1965), österreichischer Mikrobiologie
- Moritz († 1494), letzter regierender Graf der Grafschaft Pyrmont aus der Pyrmonter Linie der Grafen von Schwalenberg und Kommandant der Reichsstadt Lübeck
- Moritz (1521–1553), Herzog, später Kurfürst von SachsenMoritz (1521–1553)

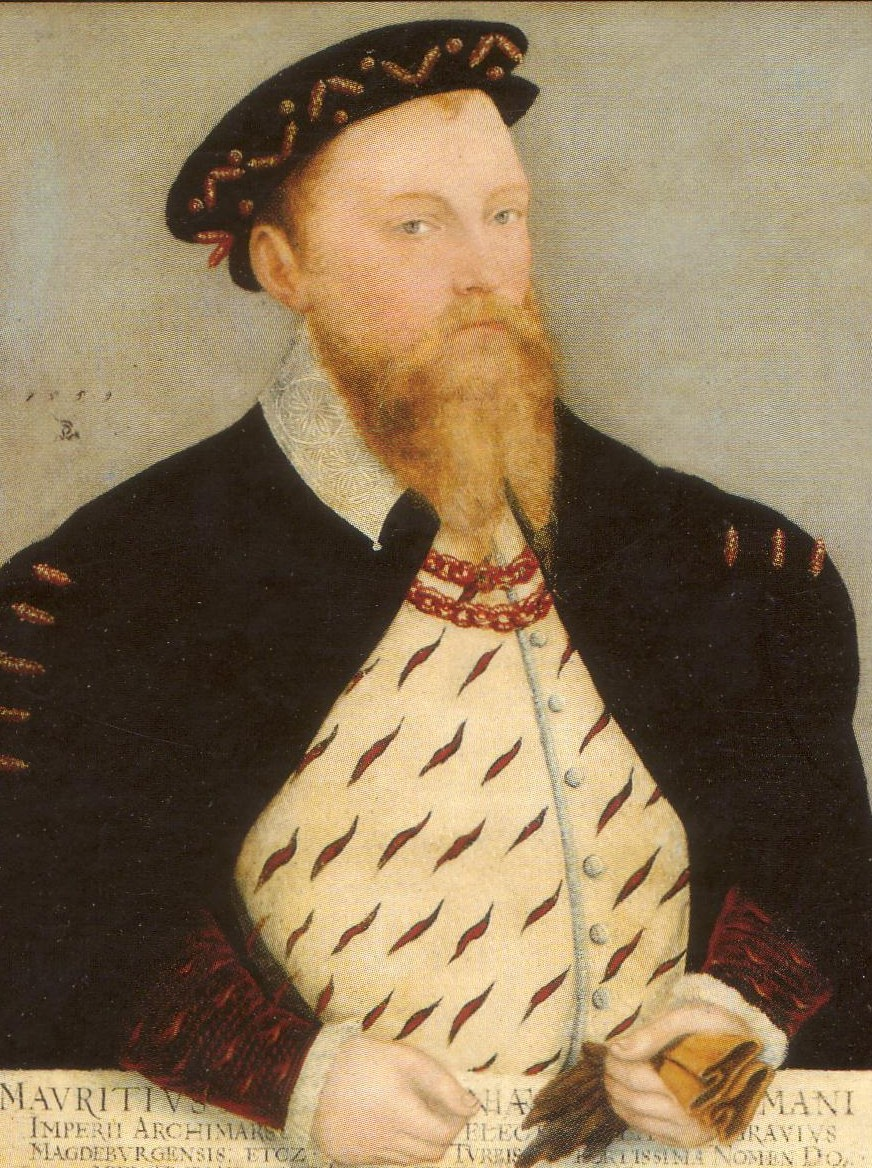
Moritz (1521–1553)

- Moritz (1551–1612), Herzog von Sachsen-Lauenburg
- Moritz (1567–1625), Statthalter von Holland, Zeeland, Utrecht, Geldern und Overijssel
- Moritz (1572–1632), Landgraf von Hessen-Kassel
- Moritz (1614–1633), schwedischer Rittmeister
- Moritz (1615–1674), Graf von Tecklenburg und Limburg, Herr von Rheda
- Moritz (1619–1681), Herzog von Sachsen-Zeitz, aus dem Hause Wettin (albertinische Linie)
- Moritz Adolf Karl von Sachsen-Zeitz-Neustadt (1702–1759), Bischof von Königgrätz und Bischof von Leitmeritz, Domherr in Köln, Herzog von Sachsen-Zeitz-Pegau-Neustadt
- Moritz Heinrich (1626–1679), Fürst von Nassau-Hadamar
- Moritz I. († 1209), Graf von Oldenburg (ab 1167)
- Moritz II. († 1420), deutscher Graf
- Moritz III. († 1464), Graf von Delmenhorst (1463–1464)
- Moritz Kasimir I. (1701–1768), Graf von Tecklenburg und Limburg, Herr von Rheda
- Moritz Kasimir II. (1735–1805), Graf von Tecklenburg und Limburg, Herr von Rheda
- Moritz Ulrich I. (1699–1769), Herr zu Putbus, Präsident des Wismarer Tribunals
- Moritz von Anhalt-Dessau (1712–1760), preußischer HeerführerMoritz von Anhalt-Dessau (1712–1760)

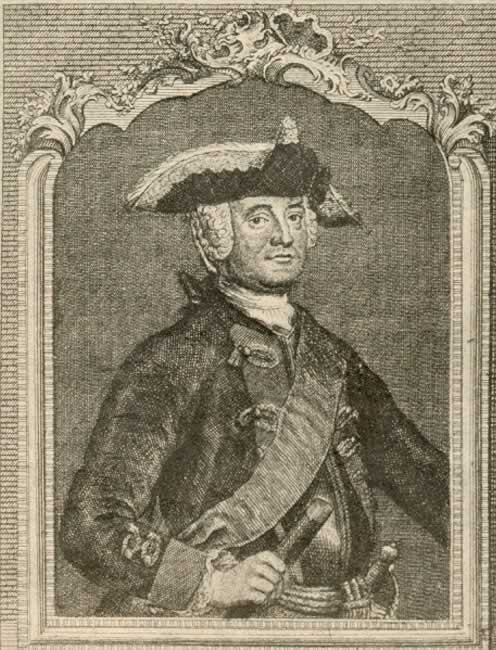
Moritz von Anhalt-Dessau (1712–1760)

- Moritz von der Pfalz (1621–1652), Prinz von der Pfalz
- Moritz von Montreal, Herr von Oultrejordain
- Moritz von Oldenburg († 1368), unbestätigter Erzbischof von Bremen, Sohn Johanns II. von Oldenburg
- Moritz von Ortenburg († 1551), bayerischer Politiker und Hofrat der bayerischen Herzöge
- Moritz von Sachsen-Altenburg (1829–1907), Prinz von Sachsen-Altenburg
- Moritz von Savoyen (1593–1657), Kardinal der Römischen Kirche
- Moritz Wilhelm (1664–1718), Herzog von Sachsen-ZeitzMoritz Wilhelm (1664–1718)

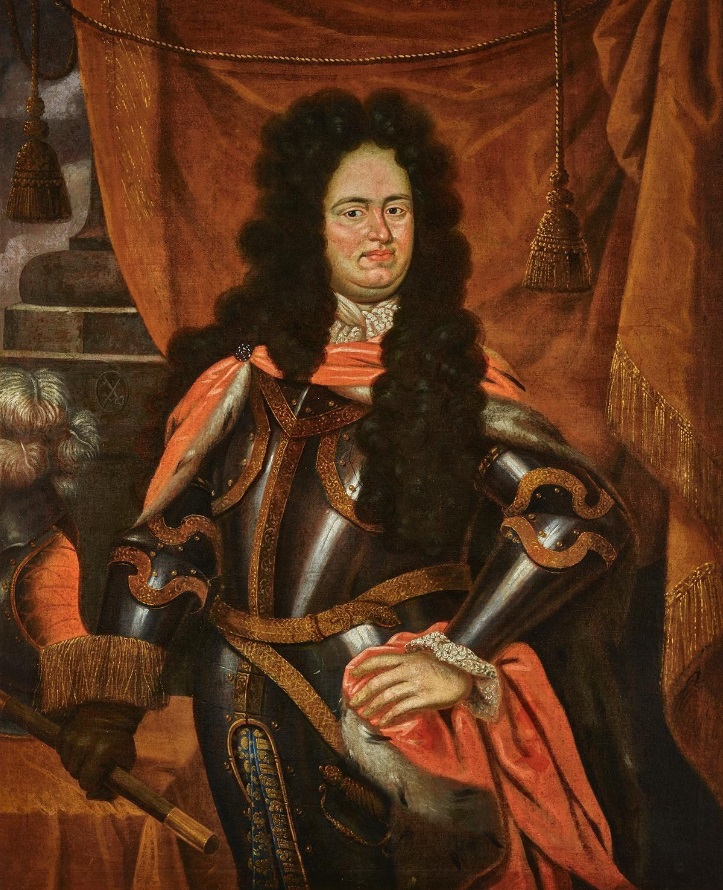
Moritz Wilhelm (1664–1718)

- Moritz Wilhelm (1688–1731), Herzog von Sachsen-Merseburg
- Moritz, Aloys (1892–1945), deutscher römisch-katholischer Geistlicher und Märtyrer
- Moritz, André (* 1986), brasilianischer Fußballspieler
- Moritz, Andreas (1901–1983), deutscher Silberschmied und Hochschullehrer
- Moritz, Arne (* 1969), deutscher Politiker (CDU), MdL
- Moritz, Arthur (* 1866), sächsischer Generalmajor
- Moritz, Arthur (1893–1959), deutscher Maler
- Moritz, August (1913–2006), deutscher SS-Obersturmbannführer
- Moritz, Ben-Luca (* 2000), deutscher Fußballspieler
- Moritz, Bernhard (1859–1939), deutscher Orientalist
- Moritz, Berthold (1875–1939), Abgeordneter der deutschen Minderheit im Sejm
- Moritz, Bruno (* 1898), deutsch-ecuadorianischer Buchhändler und Schachspieler
- Moritz, C. T. (1772–1834), deutscher Komponist
- Moritz, Carl (1863–1944), deutscher Architekt, Baubeamter und Immobilien-Unternehmer
- Moritz, Carl Wilhelm (1811–1855), deutscher Instrumentenbauer
- Moritz, César (* 1948), brasilianischer Politiker
- Moritz, Christoph (* 1990), deutscher FußballspielerChristoph Moritz (* 1990)

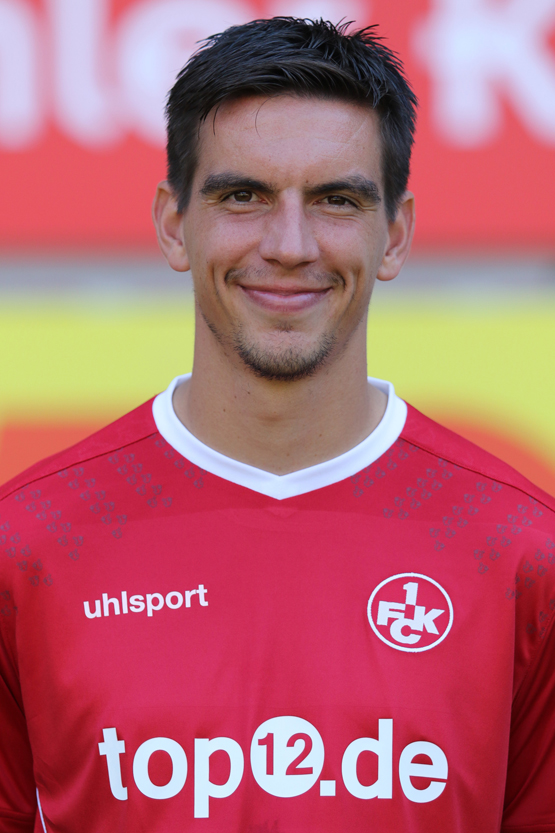
Christoph Moritz (* 1990)

- Moritz, Conrad (1787–1881), preußischer Landrat des Kreises Prüm und Richter am Kreisgericht in Aachen
- Moritz, Dieter (* 1938), deutscher Fußballspieler
- Moritz, Dirk (* 1979), deutscher Theater-, Film- und Fernsehschauspieler
- Moritz, Dorothea (1932–2017), deutsche Schauspielerin und Hörspielsprecherin
- Moritz, Franz-Joseph (1839–1914), deutscher Bankdirektor und Abgeordneter
- Moritz, Friedrich, Bürgermeister von Magdeburg
- Moritz, Friedrich (1861–1938), deutscher Internist
- Moritz, Friedrich Alexander (1786–1852), Landrat im Landkreis Zell (Mosel)
- Moritz, Friedrich Ferdinand (1866–1947), deutschbaltischer Historien-, Porträt- und Landschaftsmaler sowie Zeichenlehrer
- Moritz, Günter (* 1963), deutscher Filmproduzent
- Moritz, Halvar (1906–1993), schwedischer Skilangläufer
- Moritz, Hans (1926–2017), deutscher evangelisch-lutherischer Theologe und Hochschullehrer
- Moritz, Hans-Dieter (* 1940), deutscher Politiker (SPD), MdL
- Moritz, Hans-Ulrich (* 1952), deutscher Chemiker
- Moritz, Harald (* 1957), deutscher Politiker (Bündnis 90/Die Grünen), MdA
- Moritz, Heinrich (* 1901), deutscher Metallurg und Funktionär in der CDU der DDR
- Moritz, Helmut (1933–2022), österreichischer Geodät
- Moritz, Herbert (1927–2018), österreichischer Politiker (SPÖ), Landtagsabgeordneter
- Moritz, Ingrid (* 1963), österreichische Politikwissenschafterin
- Moritz, Joachim (* 1949), deutscher Jurist, Richter am Bundesfinanzhof
- Moritz, Johann Anton (1758–1820), deutscher Politiker der Freien Stadt Frankfurt
- Moritz, Johann Friedrich (1716–1771), Diplomat
- Moritz, Johann Gottfried (1777–1840), deutscher Instrumentenbauer
- Moritz, Johann Wilhelm Karl (1797–1866), deutscher Botaniker
- Moritz, Jonathan (* 1977), US-amerikanischer Jazzmusiker
- Moritz, Josef (1845–1922), deutscher Politiker (Zentrum)Landwirt, Bürgermeister und MdR
- Möritz, Josef (1896–1937), deutscher Motorradrennfahrer
- Moritz, Joseph (1769–1834), deutscher Historiker und Hochschullehrer
- Moritz, Kai Christian (* 1976), deutscher Schauspieler
- Moritz, Karl Philipp (1756–1793), deutscher Schriftsteller der FrühromantikKarl Philipp Moritz (1756–1793)

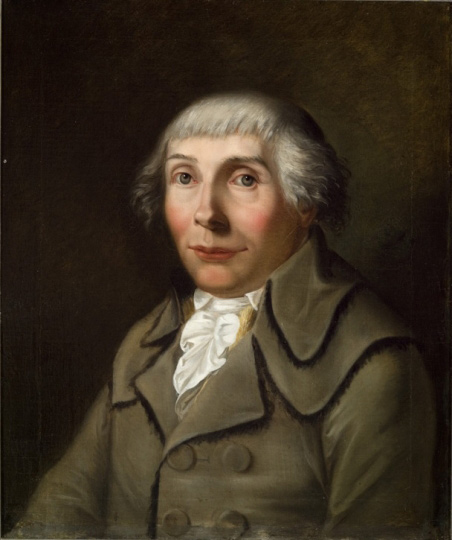
Karl Philipp Moritz (1756–1793)

- Moritz, Kilian (* 1965), deutscher Hochschullehrer
- Moritz, Klaus (1930–2016), deutscher Grafiker und Maler
- Moritz, Klaus (* 1944), deutscher Rechtswissenschaftler
- Moritz, Kurt (1902–1973), deutscher Kriminalpolizist und Geheimdienstmitarbeiter
- Moritz, Lothar (1943–2010), deutscher Politiker (CDU)
- Moritz, Ludwig Alfred (1921–2003), britischer Klassischer Philologe deutscher Herkunft
- Moritz, Manfred (1909–1990), schwedischer Rechtsphilosoph deutscher Abstammung
- Moritz, Maria (1892–1957), deutsche Politikerin (KPD), MdL
- Moritz, Marie Elisabeth (1860–1925), deutsche Malerin
- Moritz, Marius (* 1990), deutscher Jazzmusiker (Piano, Komposition)
- Moritz, Mathias (* 1988), deutscher Fußballtorhüter
- Moritz, Maurice, belgischer Radrennfahrer
- Moritz, Michael (* 1968), deutscher Schauspieler, Regisseur und Schriftsteller
- Moritz, Neal H. (* 1959), US-amerikanischer Filmproduzent
- Moritz, Paul (1923–2010), Schweizer Richter und Politiker
- Moritz, Rainer (* 1958), deutscher Germanist, Literaturkritiker und Autor
- Moritz, Ralf (* 1941), deutscher Sinologe
- Moritz, Reiner E. (* 1938), deutscher Filmregisseur und Filmproduzent
- Moritz, Reinhold G. (* 1966), österreichischer Film- und Theaterschauspieler
- Möritz, Robert (* 1990), deutscher Kommunalpolitiker (CDU) und Mitglied des Kreistages des Burgenlandkreises in Sachsen-Anhalt
- Moritz, Robin F. A. (* 1952), Biologe und Ökologe
- Moritz, Sabine (* 1969), deutsche Malerin, Zeichnerin und GrafikerinSabine Moritz (* 1969)

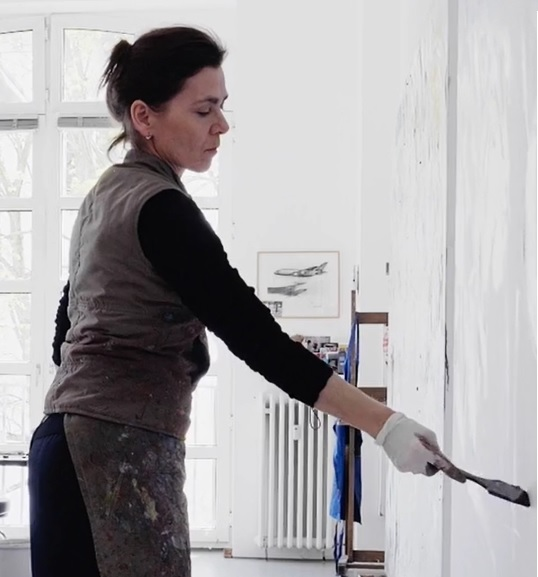
Sabine Moritz (* 1969)

- Moritz, Sema, deutsch-türkische Sängerin
- Moritz, Theodore L. (1892–1982), US-amerikanischer Politiker
- Moritz, Ulf (* 1939), deutscher Designer
- Moritz, Ulla, deutsche Filmschauspielerin
- Moritz, Ulrich (* 1949), deutscher Zeichner und Kulturwissenschaftler
- Moritz, Ulrich (* 1953), deutscher freischaffender Perkussionist, Komponist und Musikpädagoge
- Moritz, Valentin (* 1987), deutscher Autor
- Moritz, Verena (* 1969), österreichische Historikerin
- Moritz, Waldemar (1870–1948), deutscher Verwaltungsbeamter
- Moritz, Werner (1928–1967), deutscher Lehrer und Schuldirektor, Lebensretter
- Moritz, Werner (1947–2015), deutscher Archivar
- Moritz, Wilhelm Christian Friedrich (1773–1850), preußischer Generalmajor
- Moritz, Willy (1892–1960), deutscher Politiker (SPD), Freie Stadt Danzig
- Moritzen, Gerhard (* 1958), deutscher Bildhauer und Zeichner
- Moritzen, Henning (1928–2012), dänischer Schauspieler
- Moritzen, Johannes (1889–1980), lutherischer Theologe und Pfarrer
- Moritzen, Michael (* 1954), dänischer Schauspieler und Theaterregisseur

### Moriu
- Moriuchi, Keiko (* 1943), japanische Künstlerin
- Moriuchi, Takahiro (* 1988), japanischer MusikerTakahiro Moriuchi (* 1988)

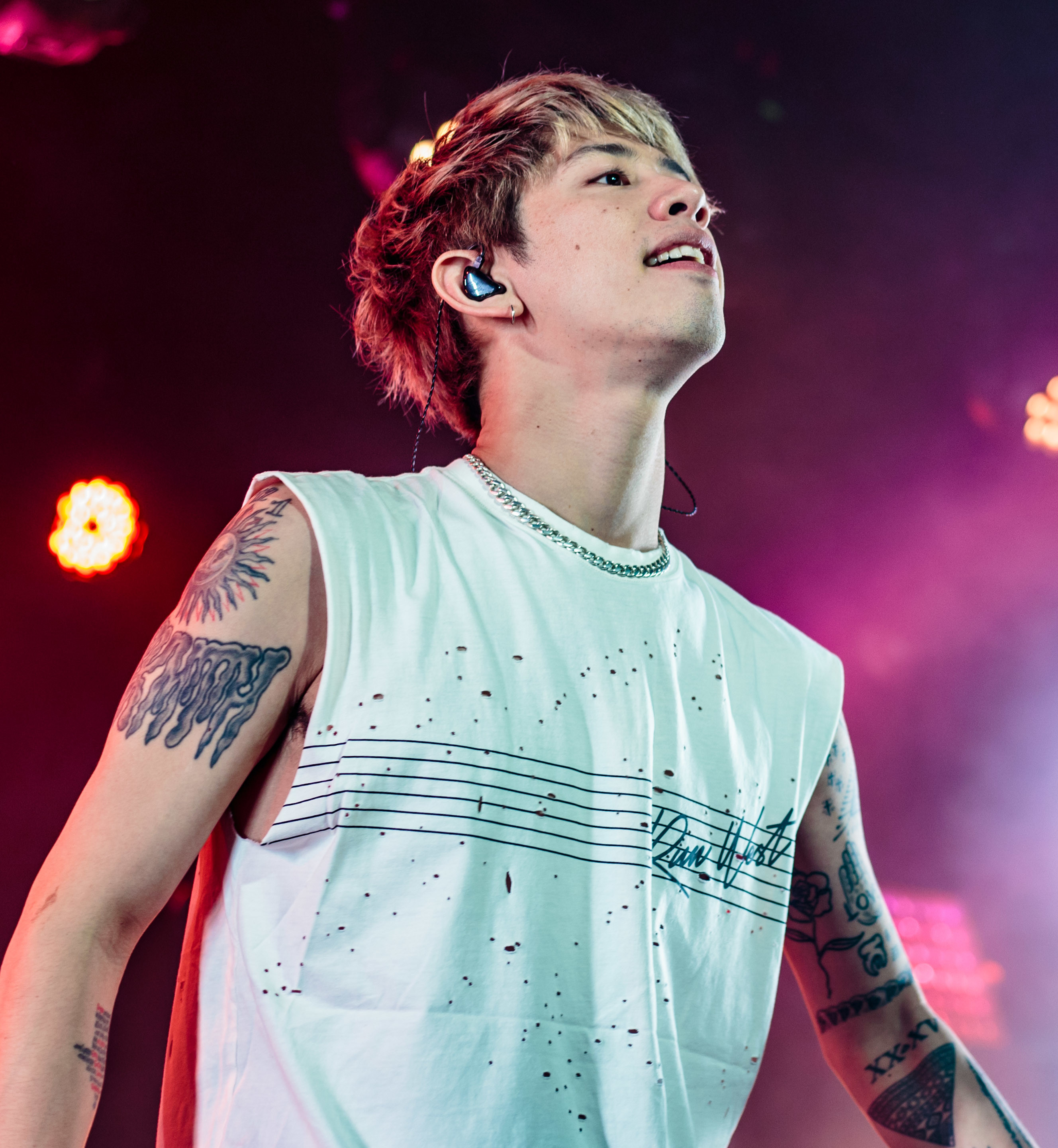
Takahiro Moriuchi (* 1988)

- Moriuchi, Toshiyuki (* 1970), japanischer Shogi- und Schachspieler

### Moriw
- Moriwaki, Ryōta (* 1986), japanischer Fußballspieler
- Moriwaki, Yasuhiko (* 1952), japanischer Judoka

### Moriy
- Moriya, Hiroki (* 1990), japanischer Tennisspieler
- Moriya, Keisuke (* 1986), japanischer Fußballspieler
- Moriya, Kentarō (* 1988), japanischer Fußballspieler
- Moriya, Miyabi (* 1996), japanische Fußballspielerin
- Moriya, Tadashi (1912–2003), japanischer Maler und Restaurator
- Moriyama, Daidō (* 1938), japanischer FotografDaidō Moriyama (* 1938)

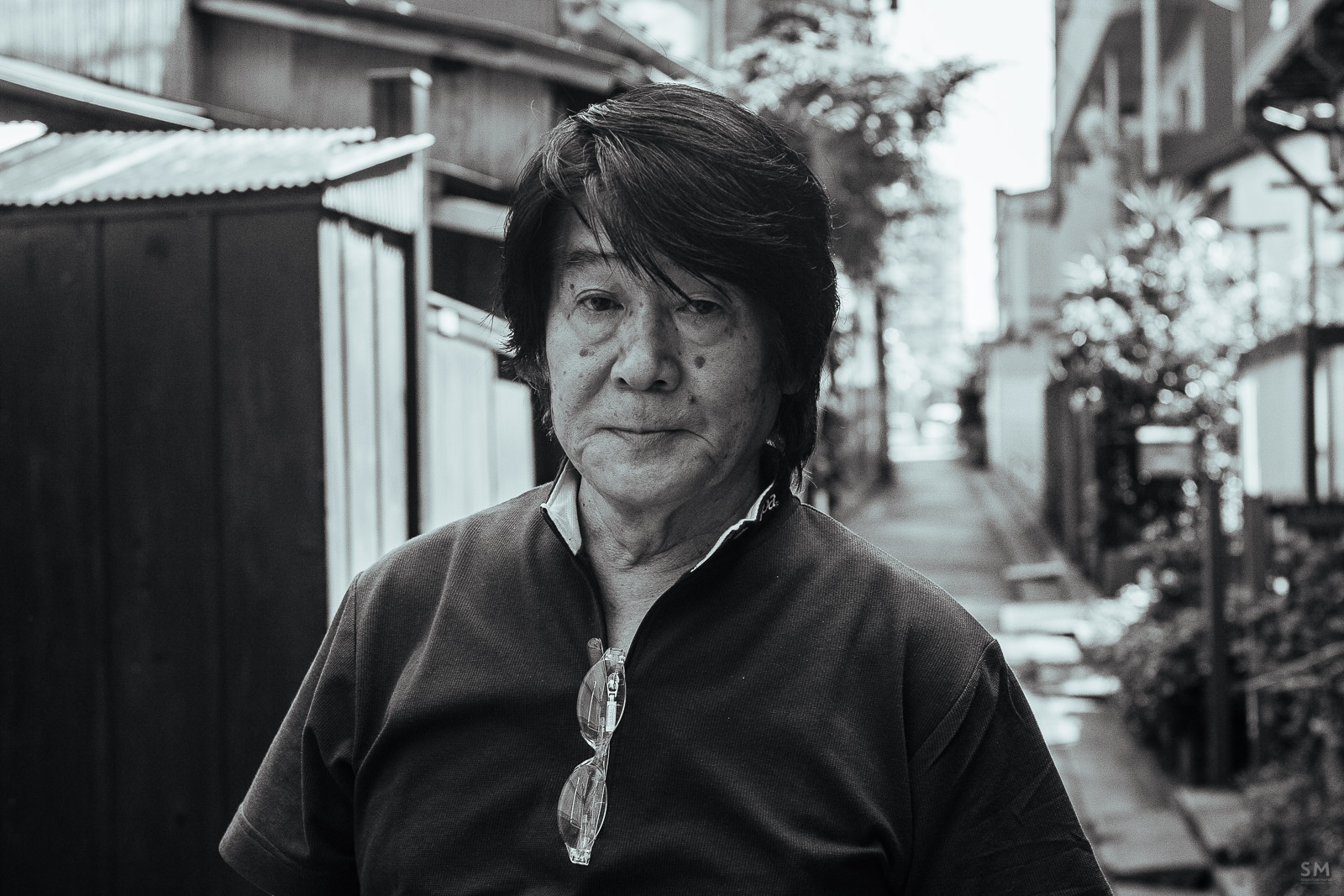
Daidō Moriyama (* 1938)

- Moriyama, Hiroshi (* 1945), japanischer Politiker
- Moriyama, Hozumi (* 1967), japanischer Eisschnellläufer
- Moriyama, Kenji (* 1991), japanischer Fußballspieler
- Moriyama, Kimiya (* 2002), japanischer Fußballspieler
- Moriyama, Kōji (* 1946), japanischer Pop- und Jazzmusiker (Gesang, Conga)
- Moriyama, Masahito (* 1953), japanischer Politiker
- Moriyama, Raymond (1929–2023), kanadischer Architekt
- Moriyama, Sulpizio Shinzo (* 1959), japanischer Geistlicher, römisch-katholischer Bischof von Ōita
- Moriyama, Takeo (* 1945), japanischer Jazzmusiker (Schlagzeug, Komposition)
- Moriyama, Takichirō (1820–1871), japanischer Dolmetscher in der späten Edo-Zeit
- Moriyama, Yasuyuki (* 1969), japanischer Fußballspieler
- Moriyama, Yoshirō (* 1967), japanischer Fußballspieler
- Moriyasu, Hajime (* 1968), japanischer Fußballspieler und -trainer
- Moriyasu, Hirofumi (* 1985), japanischer Fußballspieler
- Moriyasu, Hiroshi (* 1972), japanischer Fußballspieler
- Moriyasu, Riku (* 1995), japanischer Fußballspieler
- Moriyasu, Shōhei (* 1991), japanischer Fußballspieler
- Moriyasu, Shōtarō (1924–1955), japanischer Jazzmusiker
- Moriyoshi (1308–1335), japanischer Prinz

### Moriz
- Moriz, Ike (* 1972), deutsch-südafrikanischer Sänger, Komponist und Schauspieler
- Moriz, Junna Petrowna (* 1937), russische Dichterin und Übersetzerin
- Morizono, Masataka (* 1995), japanischer Tischtennisspieler
- Morizono, Misaki (* 1992), japanische Tischtennisspielerin
- Morizot, Florian (* 1985), französischer Radrennfahrer